# Álvaro Delgado Ceretta
Pour les articles homonymes, voir Delgado.
Álvaro Luis Delgado Ceretta, né le 11 mars 1969 à Montevideo, est un haut fonctionnaire, vétérinaire et homme politique uruguayen. Entre 2020 et 2023, il a été secrétaire de la présidence du gouvernement de Luis Alberto Lacalle Pou. Il est le candidat présidentiel du Parti national pour les élections générales de 2024.

## Situation personnelle

### Origines et enfance
Álvaro Delgado Ceretta est né le 11 mars 1969 à Montevideo. Il est le fils aîné d'Omar Delgado Agra, comptable, et de Celeste Ceretta Carbone, chimiste et éleveur,. Du côté paternel, il descend d'immigrés espagnols des îles Canaries, tandis que du côté maternel, il descend d'immigrés italiens de Vénétie qui se sont installés dans le département de Paysandú à la fin du XIXe siècle. Il a une sœur, Adriana .

### Études et formation
Il a grandi dans les quartiers de Pocitos et du Prado. Il a d'abord fréquenté une école primaire publique, puis l'école catholique privée Divina Providencia. Il a fréquenté l'école secondaire du Liceo del Sagrado Corazón, établissement catholique fondé par la congrégation des Frères du Sacré-Cœur, et l'Institut préuniversitaire salésien Jean XXIII (en), où il obtient un baccalauréat biologique.
En 1987, il s'inscrit à l'université de la République et obtient son diplôme en 1995 en médecine vétérinaire. Au cours de sa carrière universitaire, il a été membre du sénat académique de la Faculté de médecine vétérinaire de la Corriente Gremial Universitaria (CGU). En 1997, il obtient un diplôme en gestion agro-industrielle de l'université ORT Uruguay (es).

### Vie privée
Avant d'entrer en politique, il a travaillé comme producteur rural et conseiller vétérinaire dans des établissements agricoles. En 1997, il épouse Leticia Lateulade, qu'il a rencontrée en 1991 alors qu'il étudiait à l'université. Ils ont trois enfants : Agustina, Felipe et Pilar.

## Parcours politique

### Débuts (1989-2004)
Delgado Ceretta a commencé à travailler pour le Parti national dans le département de Paysandú, d'où est originaire sa famille maternelle. Il y gagne la confiance de Juan Carlos Raffo, dont il a été secrétaire lors de sa campagne pour le Sénat en 1989, ainsi que lors de son mandat législatif. En 1994, il est nommé coordinateur du groupe parlementaire nationaliste et cinq ans plus tard, en 1999, il est nommé Inspecteur général du travail, poste qu'il occupe jusqu'en décembre 2004.

### Mandat de parlementaire (2005-2019)
Aux élections générales uruguayennes de 2004, Delgado est élu député national dans la circonscription de Montevideo sur la liste électorale du Courant wilsoniste. En 2008, il quitte Courant wilsoniste et se déclare indépendant au sein du parti. Cette année-là, il rejoint le secteur Aire Fresco, créé et dirigé par Luis Alberto Lacalle Pou, et aux élections de 2009, il est réélu député dans la liste 404. Durant ses mandats à la Chambre des représentants, il a présidé la Commission de l’énergie et de l’industrie minière (2006, 2011, 2012 et 2013).
Il a été élu sénateur de la République pour la première fois lors des élections de 2014. Durant son mandat au Sénat, il a déposé une plainte pour divers événements « irréguliers » dans la gestion de l'entreprise publique Administration Nationale des Combustibles, Alcools et Portland (ANCAP) entre 2005 et 2015 sous les administrations du Front large, invoquant une commission d'enquête parlementaire. En 2016, il faisait partie du groupe de sénateurs de l’opposition qui ont déposé des plaintes pénales concernant la situation économique et financière de l’entreprise.
Aux élections générales de 2019, il était le deuxième candidat inscrit au Sénat sur la liste électorale d'Aire Fresco, la plus votée de tout le Parti national. Il a été réélu Sénateur de la République. 

### Secrétaire de la présidence (2020-2023)
En décembre 2019, le président élu, Luis Alberto Lacalle Pou, le nomme secrétaire de la présidence, un poste semblable à un directeur de cabinet. Le 15 février 2020, il prend son siège au Sénat mais le 1er mars il démissionne pour prendre ses fonctions dans le gouvernement Lacalle Pou.
Pendant la pandémie de Covid-19, Delgado Ceretta a augmenté de façon exponentielle sa visibilité publique en faisant des apparitions continues lors de conférences de presse pour annoncer des mesures sanitaires en tant que principal porte-parole du gouvernement. Le 28 mars 2020, c’est lui qui a annoncé le premier décès dû à la maladie dans le pays, celui de Rodolfo González Rissotto, l'un de ses amis les plus proches.
Il démissionne le 21 décembre 2023 pour se consacrer pleinement à la campagne pour sa candidature à la présidentielle.

### Élection présidentielle de 2024
Delgado Ceretta a commencé à être considéré comme un candidat aux primaires présidentielles du Parti national de 2024 en 2021,. Le 18 novembre 2023, il a officiellement annoncé sa candidature pour le secteur Aire Fresco – Lista 404 du parti. Depuis l'annonce de sa candidature, on considère que son image est celle de la continuité à la direction de Lacalle Pou.
Le 5 février 2024, il a présenté « Uruguay para Adelante », le secteur faîtier qui regroupe tous les groupes qui ont manifesté leur soutien à sa pré-candidature. Le 16 mars, il a officiellement lancé sa campagne. Lors des primaires du 30 juin, il a obtenu une victoire écrasante de 74,4 % contre les autres candidats du parti. Le soir même, il a annoncé Valeria Ripoll comme colistière et candidate à la vice-présidence de la République.